# Hendecacentrus
Hendecacentrus – rodzaj pluskwiaków różnoskrzydłych z rodziny zajadkowatych.

## Taksonomia
Rodzaj opisany został w 1919 roku przez Ernsta Evalda Bergrotha jako takson monotypowy. Jego gatunkiem typowym został Hendecacentrus adulterinus. Wiele kolejnych gatunków opisanych zostało przez André Villiersa, a ostatni przez Dominika Chłonda w 2011 roku.

## Występowanie
Wszystkie należące tu gatunki są endemitami Madagaskaru.

## Systematyka
Dotychczas opisano 8 gatunków z tego rodzaju:
- Hendecacentrus adulterinus Bergroth, 1919
- Hendecacentrus ligatus Villiers, 1961
- Hendecacentrus mirabilis Villiers, 1961
- Hendecacentrus monticolus Villiers, 1961
- Hendecacentrus pauliani Villiers, 1961
- Hendecacentrus seyrigi Villiers, 1951
- Hendecacentrus simulans Chłond, 2011
- Hendecacentrus transversus Villiers, 1961